# Patryk Malitowski
Patryk Malitowski (ur. 30 października 1993 w Dzierżoniowie) – polski żużlowiec, komentator sportowy.
Licencję żużlową zdobył w 2009 r, jako zawodnik Sparty Wrocław. W Ekstralidze żużlowej zadebiutował 23 kwietnia 2011 r. w meczu z Unibaxem Toruń. W rozgrywkach ligowych reprezentował barwy klubów: Sparta Wrocław (2011–2014), KMŻ Lublin (2011 – jako gość), RKM Rybnik (2013 – jako gość) oraz KSM Krosno.
W 2011 r. zakwalifikował się do finału turnieju o "Brązowy Kask", zajmując IV miejsce oraz zajął VIII m. w finale młodzieżowych indywidualnych mistrzostw Polski. W 2013 r. zdobył brązowy medal młodzieżowych drużynowych mistrzostw Polski, zwyciężył w memoriale im. Łukasza Romanka oraz zajął IV m. w finale młodzieżowych mistrzostw Polski par klubowych. W 2014 r. zajął XII m. w finale młodzieżowych indywidualnych mistrzostw Polski, zajął V m. w finale turnieju o "Srebrny Kask" oraz zwyciężył w finale indywidualnych mistrzostw Ligi Juniorów.
W 2016r. zdecydował się zakończyć karierę zawodniczą.